# Санкт-Николай-им-Зёлькталь
Санкт-Николай-им-Зёлькталь (нем. Sankt Nikolai im Sölktal) — упразднённая община (нем. Gemeinde) в Австрии, в федеральной земле Штирия.
Входила в состав округа Лицен. Население 519 человек (на 31 декабря 2005 года). Площадь 135,38 км². Официальный код — 61241.
С 1 января 2015 г. входит в состав новообразованной общины Зёльк.

## Политическая ситуация
Бургомистр коммуны — Херман Ленгдорфер (АНП) по результатам выборов 2010 года.
Совет представителей коммуны (нем. Gemeinderat) состоит из 9 мест.
- АНП занимает 6 мест.
- СДПА занимает 3 места.